# Glojach
Glojach là một đô thị thuộc huyện Feldbach trong bang Steiermark, nước Áo. Đô thị Glojach có diện tích 3,38 km², dân số cuối năm 2005 là 410 người.